# Landeswahlkreis Burgenland
Der Landeswahlkreis Burgenland ist ein Landeswahlkreis in Österreich, der bei Wahlen zum Nationalrat für die Vergabe der Mandate im zweiten Ermittlungsverfahren gebildet wird. Der Wahlkreis umfasst das Bundesland Burgenland.
Bei der Nationalratswahl 2019 waren im Landeswahlkreis Burgenland 233.182 Personen wahlberechtigt, wobei bei der Wahl die Österreichische Volkspartei mit 38,3 % als stärkste Partei hervorging. Von den sieben zu vergebenden Mandaten entfielen je zwei auf die ÖVP und die Sozialdemokratische Partei Österreichs (SPÖ) sowie eines auf die Freiheitliche Partei Österreichs (FPÖ). Davon waren über Grundmandate in den Regionalwahlkreisen bereits zwei an die ÖVP und eines an die SPÖ vergeben worden.

## Geschichte
Nachdem das Burgenland erst 1921 zu Österreich gekommen war, nahmen die Burgenländer erstmals 1923 bei einer Nationalratswahl teil. Mit der Nationalrats-Wahlordnung 1923 war hierfür der Wahlkreis Burgenland (Wahlkreis 25) geschaffen worden, der das gesamte Bundesland umfasste. Nachdem die Wahlordnung von 1923 von der austrofaschistischen Regierung 1934 außer Kraft gesetzt worden war, wurde die ursprüngliche Einteilung der Wahlkreise nach dem Zweiten Weltkrieg mit dem Verfassungsgesetz vom 19. Oktober 1945 wieder eingeführt. Von den folgenden Änderungen der Nationalrats-Wahlordnungen war der Wahlkreis Burgenland nicht betroffen, mit der Nationalrats-Wahlordnung 1971, durch die die Anzahl der Wahlkreise auf neun reduziert wurde, änderte sich lediglich die Nummer des Wahlkreises Burgenland (nun Wahlkreis 1). erst mit Inkrafttreten der Nationalrats-Wahlordnung 1992 wurde das österreichische Bundesgebiet in 43 Regionalwahlkreise unterteilt und somit ein drittes Ermittlungsverfahren eingeführt, wobei der Landeswahlkreis Burgenland in die Regionalwahlkreise Burgenland Nord und Burgenland Süd unterteilt wurde. Der Landeswahlkreis Burgenland erhielt in der Folge 1993 sieben Mandate zugewiesen, wobei die Neuberechnung der Mandatsverteilung zwischen den Bundesländern im Jahr 2002 (nach den Ergebnissen der Volkszählung 2001) zu keiner Veränderung im Landeswahlkreis Burgenland bewirkte.
Bei den Wahlen von 1994 bis 2017 erreichte die SPÖ jeweils die Stimmenmehrheit, ehe sie bei der Nationalratswahl 2019 von der ÖVP überholt wurde. Die FPÖ erreichte jeweils den dritten Platz.

## Wahlergebnisse
| Nationalratswahlen im Landeswahlkreis Burgenland | Nationalratswahlen im Landeswahlkreis Burgenland | Nationalratswahlen im Landeswahlkreis Burgenland | Nationalratswahlen im Landeswahlkreis Burgenland | Nationalratswahlen im Landeswahlkreis Burgenland | Nationalratswahlen im Landeswahlkreis Burgenland | Nationalratswahlen im Landeswahlkreis Burgenland | Nationalratswahlen im Landeswahlkreis Burgenland | Nationalratswahlen im Landeswahlkreis Burgenland | Nationalratswahlen im Landeswahlkreis Burgenland | Nationalratswahlen im Landeswahlkreis Burgenland | Nationalratswahlen im Landeswahlkreis Burgenland |
| Wahltermin                                       | GM                                               |                                                  | SPÖ                                              | ÖVP                                              | FPÖ                                              | GRÜNE                                            | BZÖ                                              | LIF/NEOS                                         | FRANK                                            | PILZ/JETZT                                       | Sonstige                                         |
| ------------------------------------------------ | ------------------------------------------------ | ------------------------------------------------ | ------------------------------------------------ | ------------------------------------------------ | ------------------------------------------------ | ------------------------------------------------ | ------------------------------------------------ | ------------------------------------------------ | ------------------------------------------------ | ------------------------------------------------ | ------------------------------------------------ |
| 9. Oktober 1994                                  |                                                  | Stimmenanteile (%)                               | 44,3                                             | 31,5                                             | 16,7                                             | 3,8                                              | -                                                | 3,0                                              | -                                                | -                                                | 0,6                                              |
| 9. Oktober 1994                                  | 7                                                | Grundmandate                                     | 3                                                | 2                                                | 1                                                | 0                                                | -                                                | 0                                                | -                                                | -                                                | 0                                                |
| 17. Dezember 1995                                |                                                  | Stimmenanteile (%)                               | 44,6                                             | 31,9                                             | 17,0                                             | 2,5                                              | -                                                | 3,3                                              | -                                                | -                                                | 0,7                                              |
| 17. Dezember 1995                                | 7                                                | Grundmandate                                     | 3                                                | 2                                                | 1                                                | 0                                                | -                                                | 0                                                | -                                                | -                                                | 0                                                |
| 3. Oktober 1999                                  |                                                  | Stimmenanteile (%)                               | 41,9                                             | 30,6                                             | 21,0                                             | 3,7                                              | -                                                | 1,8                                              | -                                                | -                                                | 0,9                                              |
| 3. Oktober 1999                                  | 7                                                | Grundmandate                                     | 2                                                | 2                                                | 1                                                | 0                                                | -                                                | 0                                                | -                                                | -                                                | 0                                                |
| 24. November 2002                                |                                                  | Stimmenanteile (%)                               | 45,8                                             | 42,4                                             | 6,4                                              | 4,7                                              | -                                                | 0,5                                              | -                                                | -                                                | 0,3                                              |
| 24. November 2002                                | 7                                                | Grundmandate                                     | 3                                                | 2                                                | 0                                                | 0                                                | -                                                | 0                                                | -                                                | -                                                | 0                                                |
| 1. Oktober 2006                                  |                                                  | Stimmenanteile (%)                               | 45,0                                             | 36,1                                             | 8,7                                              | 5,8                                              | 1,7                                              | -                                                | -                                                | -                                                | 2,6                                              |
| 1. Oktober 2006                                  | 7                                                | Grundmandate                                     | 3                                                | 2                                                | 0                                                | 0                                                | 0                                                | -                                                | -                                                | -                                                | 0                                                |
| 28. September 2008                               |                                                  | Stimmenanteile (%)                               | 40,1                                             | 29,1                                             | 16,2                                             | 5,7                                              | 5,3                                              | 1,1                                              | -                                                | -                                                | 2,7                                              |
| 28. September 2008                               | 7                                                | Grundmandate                                     | 2                                                | 2                                                | 1                                                | 0                                                | 0                                                | 0                                                | -                                                | -                                                | 0                                                |
| 29. September 2013                               |                                                  | Stimmenanteile (%)                               | 37,3                                             | 26,8                                             | 17,4                                             | 6,8                                              | 2,0                                              | 2,8                                              | 5,9                                              | -                                                | 1,2                                              |
| 29. September 2013                               | 7                                                | Grundmandate                                     | 2                                                | 1                                                | 1                                                | 0                                                | 0                                                | 0                                                | 0                                                | -                                                | 0                                                |
| 15. Oktober 2017                                 |                                                  | Stimmenanteile (%)                               | 32,9                                             | 32,8                                             | 25,2                                             | 2,0                                              | -                                                | 2,9                                              | -                                                | 2,8                                              | 1,3                                              |
| 15. Oktober 2017                                 | 7                                                | Grundmandate                                     | 2                                                | 2                                                | 1                                                | 0                                                | -                                                | 0                                                | -                                                | 0                                                | 0                                                |
| 29. September 2019                               |                                                  | Stimmenanteile (%)                               | 29,4                                             | 38,3                                             | 17,3                                             | 8,1                                              | -                                                | 4,9                                              | -                                                | 1,3                                              | 0,8                                              |
| 29. September 2019                               | 7                                                | Grundmandate                                     | 2                                                | 2                                                | 1                                                | 0                                                | -                                                | 0                                                | -                                                | 0                                                | 0                                                |
| 29. September 2024                               |                                                  | Stimmenanteile (%)                               | 27,0                                             | 28,6                                             | 28,8                                             | 4,7                                              | -                                                | 6,5                                              | -                                                | -                                                | 4,6                                              |
| 29. September 2024                               | 7                                                | Grundmandate                                     | 1                                                | 1                                                | 2                                                | 0                                                | -                                                | 0                                                | -                                                | -                                                | 0                                                |